# 자랑스러운 서울대인
자랑스러운 서울대인은 서울대학교에서 자랑스러운 일을 한 저명한 동문 혹은 교수에게 수여하는 상이다. 2023년 현재 동문이 아닌 교수가 수상한 사례는 없다.